# 186 (число)
186 (Сто вісімдеся́т шість) — натуральне число між  185 та  187.
- 186 день в році — 5 липня (у високосний рік 4 липня).

## В інших галузях
- 186 рік, 186 до н. е.
- NGC 186 — галактика в сузір'ї Риби.